# Fractal Image Format
Das von Altamira entwickelte Fractal Image Format (*.fif) basiert auf der fraktalen Kompression. So wie bei der Mandelbrot-Menge gibt es in der Natur geometrische Formen, die sich im Großen und im Kleinen selbstähnlich sind. Durch Vergleichen von kleineren Bildbereichen mit größeren versucht der Encoder solche Ähnlichkeiten zu finden. Dabei wendet er Transformationen wie Spiegelung, Streckung oder Rotation an.
Während die Kodierung von fraktalen Bildern sehr lange dauern kann, werden sie schnell und progressiv dekodiert. Weitere Web-spezifische Merkmale bietet dieses proprietäre Bildformat nicht. So sind FIF-Bilder auch kaum zum Einsatz im Web gekommen, da für die Betrachtung ein Browser-Plug-in erforderlich ist.
Eine offizielle Adresse, bei der man das Browser-Plug-in (fvp16w32.exe) des Entwicklers herunterladen kann, gibt es inzwischen auch nicht mehr. Produkte mit dieser Technologie werden von LizardTech vertrieben.
Das FIF wurde von der Firma Iterated Systems eingeführt, deren Mitbegründer Michael F. Barnsley der „Vater“ der fraktalen Bildkompression ist. Das FIF ist ein verlustbehaftetes, asynchrones Kodierungsverfahren. Asynchron bedeutet, dass die Kodierung wesentlich mehr Zeit in Anspruch nimmt, als die Dekodierung. Die Dekodierung kann progressiv erfolgen, d. h. das während des Dekodierens zunächst eine grobe Bilddarstellung gezeigt wird, die dann Schrittweise verfeinert wird.

## Vorteile
- sehr hohe Kompression bei relativ wenig sichtbarem Qualitätsverlust
- im Vergleich zu jpg: Erheblich bessere Skalierbarkeit und etwas höhere Qualität bei gleicher Dateigröße
- zoombar mit nur geringem Aliasing-Effekt

## Nachteile
- rechenintensive Enkodierung
- fehlende Unterstützung: Browser-Plug-in für die Betrachtung erforderlich, Adobe Photoshop und Altamira Genuine Fractals Plug-in erforderlich